# Lyubana slavica
Lyubana slavica är en stekelart som beskrevs av Boucek 1991. Lyubana slavica ingår i släktet Lyubana och familjen puppglanssteklar. Inga underarter finns listade i Catalogue of Life.